# Fortuna Virilis (mitología)
En la antigua religión romana, Fortuna Virilis era una forma o manifestación de la diosa Fortuna que, a pesar de su nombre (virilis, "viril, varonil"), era venerada únicamente por mujeres. Compartió un día festivo con Venus Verticordia el 1 de abril (Kalendae Aprilis), la cual aparece por primera vez con el nombre de Veneralia a mediados del siglo IV d .C.
Según el poeta Ovidio, Fortuna Virilis tenía el poder de ocultar las imperfecciones físicas de las mujeres a los ojos de los hombres. Durante el Veneralia recibe una ofrenda de incienso, mientras que las ceremonias más elaboradas están dedicadas a Venus. Se ha interpretado que una nota de Marco Verrio Flaco en el calendario fragmentario conocido como Fasti Praenestini que significa que las mujeres respetables de las clases altas (honestiores) celebraban las Veneralia por separado de las mujeres de menor rango o dudosa reputación (humiliores y prostitutas).
Plutarco es la única fuente que menciona el Templo de Fortuna Virilis, que dice fue fundado por Servio Tulio. Por su asociación con Venus Verticordia, Fortuna Virilis también pudo haber tenido su templo en los Vallis Murcia. Un templo en el Foro Boario a veces identificado como el de Fortuna Virilis, es más probable que perteneciera a Portuno, aunque posiblemente fue construido para Portuno y rededicado a Fortuna Virilis. En la Alta Edad Media se convirtió en una iglesia quizás llamada Santa María de Secundicerio.